# مارتن ويزنر
مارتن ويزنر (بالألمانية: Martin Wiesner)‏ (25 ديسمبر 1958 في ألمانيا - ) هو لاعب كرة قدم ألماني في مركز الوسط. لعب مع شتوتغارت كيكرز ونادي كارلسروه ونادي بادن ‏ وتنس بوروسيا برلين.

## وصلات خارجية
- مارتن ويزنر على موقع قاعدة بيانات كرة القدم.إي يو (الإنجليزية)
- مارتن ويزنر على موقع بيانات كرة القدم. دي إي (الألمانية)